# Paderno Franciacorta
Paderno Franciacorta (Padérem in dialetto bresciano) è un comune italiano di 3 677 abitanti della provincia di Brescia, in Lombardia.
Il comune di Paderno Franciacorta fa parte del movimento Patto dei sindaci, un'iniziativa della Commissione Europea lanciata nel 2008 per riunire in una rete permanente le città che intendono avviare un insieme coordinato di iniziative per la lotta ai cambiamenti climatici.
È il più piccolo comune della Franciacorta.

## Geografia fisica

### Territorio
Paderno Franciacorta sorge nell'alta Pianura Padana, ad una distanza di circa 13 km da Brescia, e appartiene al territorio della Franciacorta.
Il suo territorio è delimitato a nord dalle Prealpi Bresciane, è pianeggiante a sud ed in collina nella zona del centro storico.

### Clima
Il clima a Paderno Franciacorta è mite e moderato, con piovosità significativa durante tutto l'anno.
La temperatura media annuale è di 12,1 °C, essendo luglio il mese con temperature più alte (22,1 °C) e gennaio il mese con temperature più basse (2,0 °C).
La piovosità media annuale è di 1077 mm. In particolare le piogge sono più scarse nel mese di gennaio (54 mm) e più abbondanti nel mese di novembre (122 mm).
| [ 8 ]               | Mesi | Mesi | Mesi | Mesi | Mesi | Mesi | Mesi | Mesi | Mesi | Mesi | Mesi | Mesi | Stagioni | Stagioni | Stagioni | Stagioni | Anno  |
| [ 8 ]               | Gen  | Feb  | Mar  | Apr  | Mag  | Giu  | Lug  | Ago  | Set  | Ott  | Nov  | Dic  | Inv      | Pri      | Est      | Aut      | Anno  |
| ------------------- | ---- | ---- | ---- | ---- | ---- | ---- | ---- | ---- | ---- | ---- | ---- | ---- | -------- | -------- | -------- | -------- | ----- |
| T. max. media (°C)  | 6,1  | 7,7  | 12,2 | 16,0 | 20,1 | 24,5 | 26,4 | 26,0 | 21,3 | 16,4 | 10,9 | 6,8  | 6,9      | 16,1     | 25,6     | 16,2     | 16,2  |
| T. min. media (°C)  | −1,6 | −1,3 | 1,5  | 5,2  | 9,7  | 14,4 | 17,0 | 17,2 | 13,7 | 9,7  | 4,8  | 0,1  | −0,9     | 5,5      | 16,2     | 9,4      | 7,5   |
| Precipitazioni (mm) | 54   | 58   | 68   | 93   | 104  | 100  | 86   | 95   | 115  | 116  | 122  | 66   | 178      | 265      | 281      | 353      | 1 077 |

- Classificazione sismica: zona 3[6] (zona con pericolosità sismica bassa, che può essere soggetta a scuotimenti modesti), Ordinanza del PCM n. 3519/2006[9]
- Classificazione climatica: zona E, 2410 GR/G[10]
- Classificazione dei climi di Köppen: Cfa[8]

Con la D.G.R. 11 luglio 2014, n. X/2129, è stato pubblicato l’aggiornamento della classificazione sismica dei Comuni della regione Lombardia. 
La delibera, che avrebbe dovuto entrare in vigore il 14 ottobre 2014, contiene la nuova classificazione sismica e la nuova cartografia. È funzionale anche al riordino delle disposizioni regionali relative alla vigilanza delle costruzioni in zona sismica e dispone che i Comuni riclassificati aggiornino la componente sismica degli studi geologici di supporto agli strumenti urbanistici.

## Origini del nome
Gli antichi toponimi Paterno (XIII secolo), Patringo (XIII secolo) e Paternum (1509), fanno pensare che il centro abitato fosse originariamente un fondo acquisito attraverso un'eredità paterna.
Un'altra ipotesi associa il nome al tipo di terreno lievemente rialzato.
L'attuale nome di "Paderno Franciacorta" fu stabilito attraverso il Regio Decreto del 4 dicembre 1862, n.1054, per distinguerlo da altri comuni e frazioni della Lombardia che erano anch'essi chiamati "Paderno".

## Storia
Esistono prove che un centro abitato esisteva nell'attuale territorio di Paderno Franciacorta già in epoca romana. Tali prove includono un antico pavimento a mosaico con decorazioni fitoforme, appartenente probabilmente ad una villa romana, e un'ara funeraria di epoca romana.
Nel 1009 nel luogo denominato "Paterno" si trovava un ricetto usato dalla popolazione per proteggersi dalle invasioni degli Ungari. Tale ricetto verso la metà del X secolo era stato fortificato, costituendo così il castello di Paderno, nominato anche in una bolla di papa Urbano III del 1187. Durante la dominazione di Federico Barbarossa il territorio apparteneva alla quadra di Rovato. Nel 1242 re Enzo di Gallura, figlio di Federico II, si fermò al castello di Paderno e ne fece il centro delle sue operazioni militari, dopo avere conquistato Palazzolo.
Tra il XV secolo (quando Paderno fu dominato dalla Repubblica di Venezia) e il XVII secolo vi si stabilirono molte famiglie nobili. Le famiglie di "Originari" includono: Artini, Bracchi, Facchi, Ferrari, Fraini, Mensi, Paderni, Patuzzi, Pitozzi, Rengini, Tanferli, Trainini, Vecchiolini, Zamberlini e Zanola. Le famiglie di "Forestieri", presenti anche oggi, includono: Colosio (da Passirano), Franchi (da Monticelli Brusati), Guarneri (da Ospitaletto), Martinelli (da Provaglio d'Iseo), Peli (da Bornato), Ussoli (da Passirano), Venni (da Passirano), Verzelletti (da Calino).
Nel XVI secolo fu colpita prima da una pestilenza assieme a Palazzolo e Coccaglio (1506) e poi fu depredato dai francesi, che sterminarono la popolazione, uccidendo, oltre ai militari, circa 150 donne e contadini e lasciando solo 52 superstiti. Dopo l'invasione francese delle truppe di Enrico VII nel XV secolo si stima quindi che a Paderno la popolazione rimasta fosse di soli 52 abitanti contro i quasi 500 di prima dell'occupazione.
Paderno partecipò nel 1570 alla Battaglia di Lepanto con 2 membri delle famiglie di "Originari", Dumenego di Vecchi/olivi e Hieronimo Patuso. Alcuni anni dopo fu uno dei primi paesi colpiti dalla peste, nel 1577, assieme a Iseo e Passirano.
Nel XVII secolo Paderno fu teatro di scontri sanguinosi tra le famiglie del luogo, che si conclusero con il perdono degli avversari da parte di Aurelio Coradelli, mentre si spegneva a Venezia sul letto di morte (1687).
Durante l'età napoleonica Paderno era diviso nelle contrade denominate: del Borgo Nuovo, del Castello, delle Cantarane, della Ceresa, del Colombaro, di Gobbiano, dei Patuzzi, di San Gottardo e della Selva. Il territorio di Paderno includeva inoltre le località di Alborello, Croce e Tre Cortili.
Alla fine del XIX secolo risalgono importanti infrastrutture nella zona, tra cui la costruzione della ferrovia Brescia-Paderno-Monterotondo-Iseo (1884-1885) e l'acquedotto con acqua proveniente da Ome (1891).

### Simboli

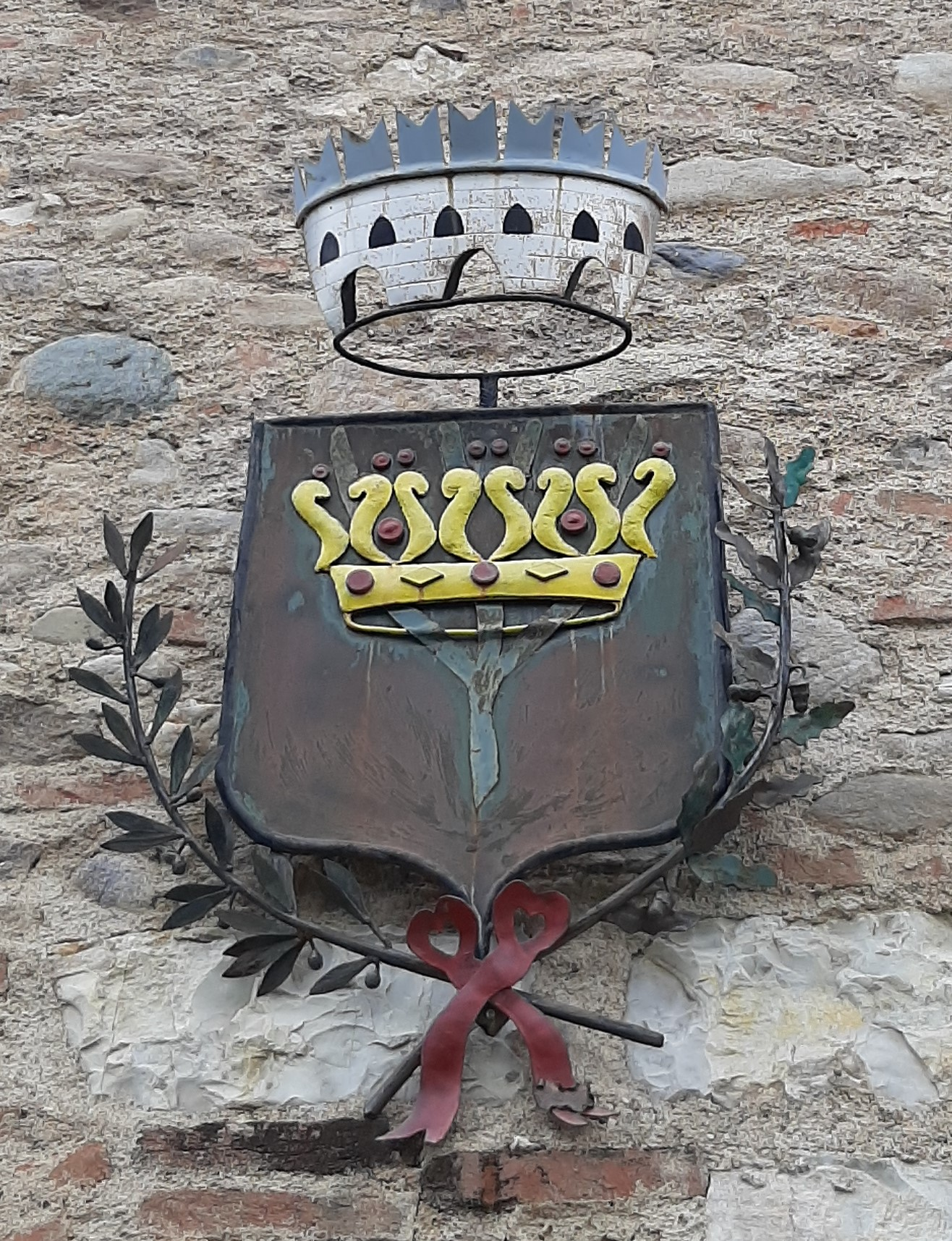
Stemma di Paderno Franciacorta sulla facciata del Castello Oldofredi.

Lo stemma e il gonfalone sono stati concessi con D.P.R. del 24 maggio 1964.
Ornamenti esteriori da Comune.»
Il gonfalone è un drappo partito di bianco e di rosso.

## Monumenti e luoghi d'interesse

### Architetture religiose
- Chiesa di San Pancrazio: l'attuale chiesa (XVIII secolo) sostituì la chiesa originaria, costruita nel XV secolo, consacrata nel 1503 e poi demolita nel 1766 per dare spazio alla nuova chiesa.[4]
- Santuario della Madonna del Castello o Santa Maria della Rosa (XVI secolo): custodisce al suo interno un'immagine della Madonna col Bambino, denominata Madonna del Latte,[11] che si racconta fosse conservata nel castello dai loro proprietari[4] e alla quale sono attribuiti diversi miracoli a partire dal XV secolo.[4]
- Santuario di San Gottardo: si ha testimonianza in un documento del XV secolo di una cappella campestre dedicata a San Gottardo;[4] tale cappella fu parzialmente distrutta nel XVIII-XIX secolo e successivamente restaurata.[4]
- Chiesetta degli Alpini (1975), situata all'interno del Parco degli Alpini.[7] Contiene al suo interno un affresco che raffigura la Madonna degli Alpini.[4]
- Oratorio San Luigi Gonzaga

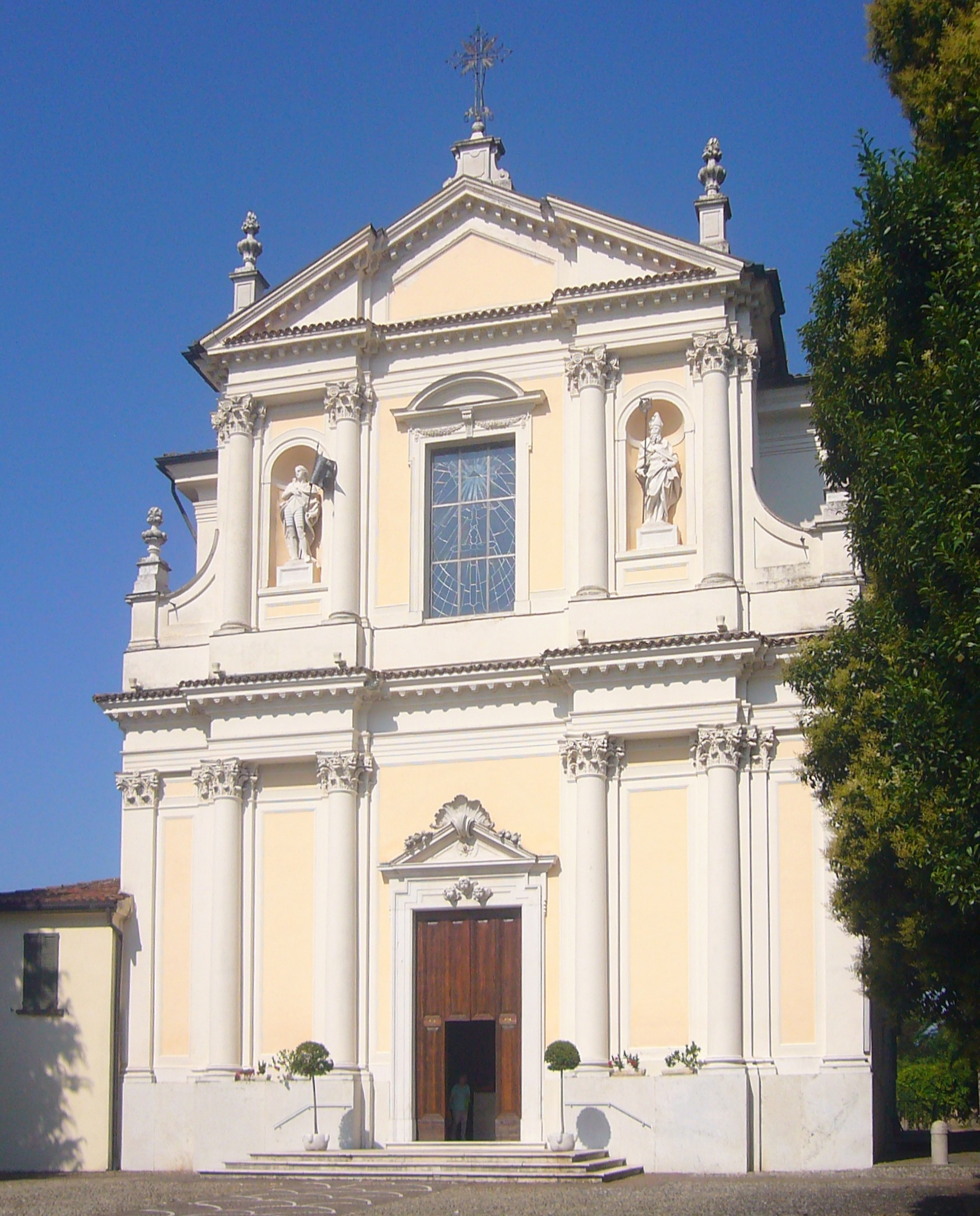
Chiesa parrocchiale di San Pancrazio
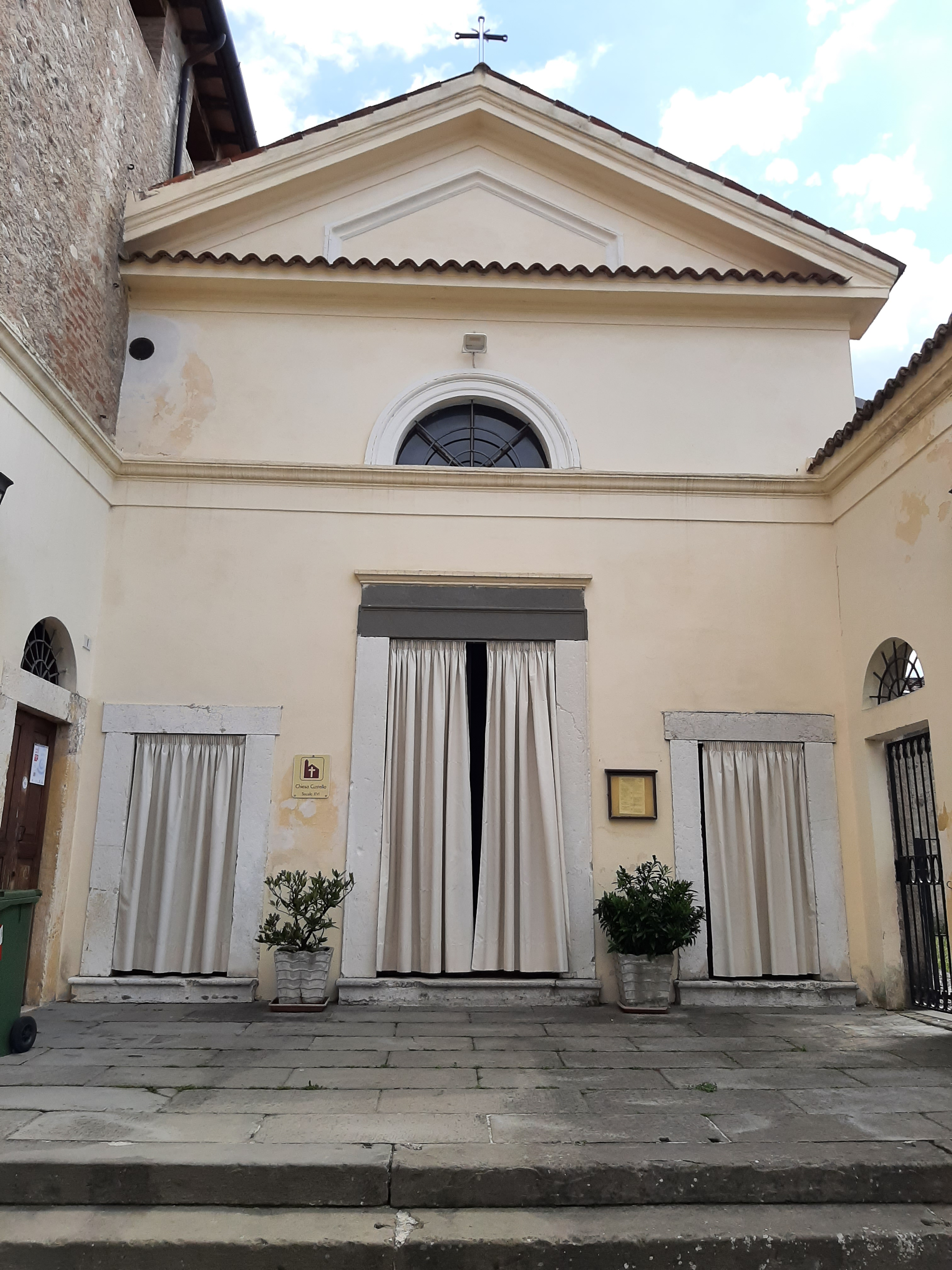
Chiesa Madonna del Castello
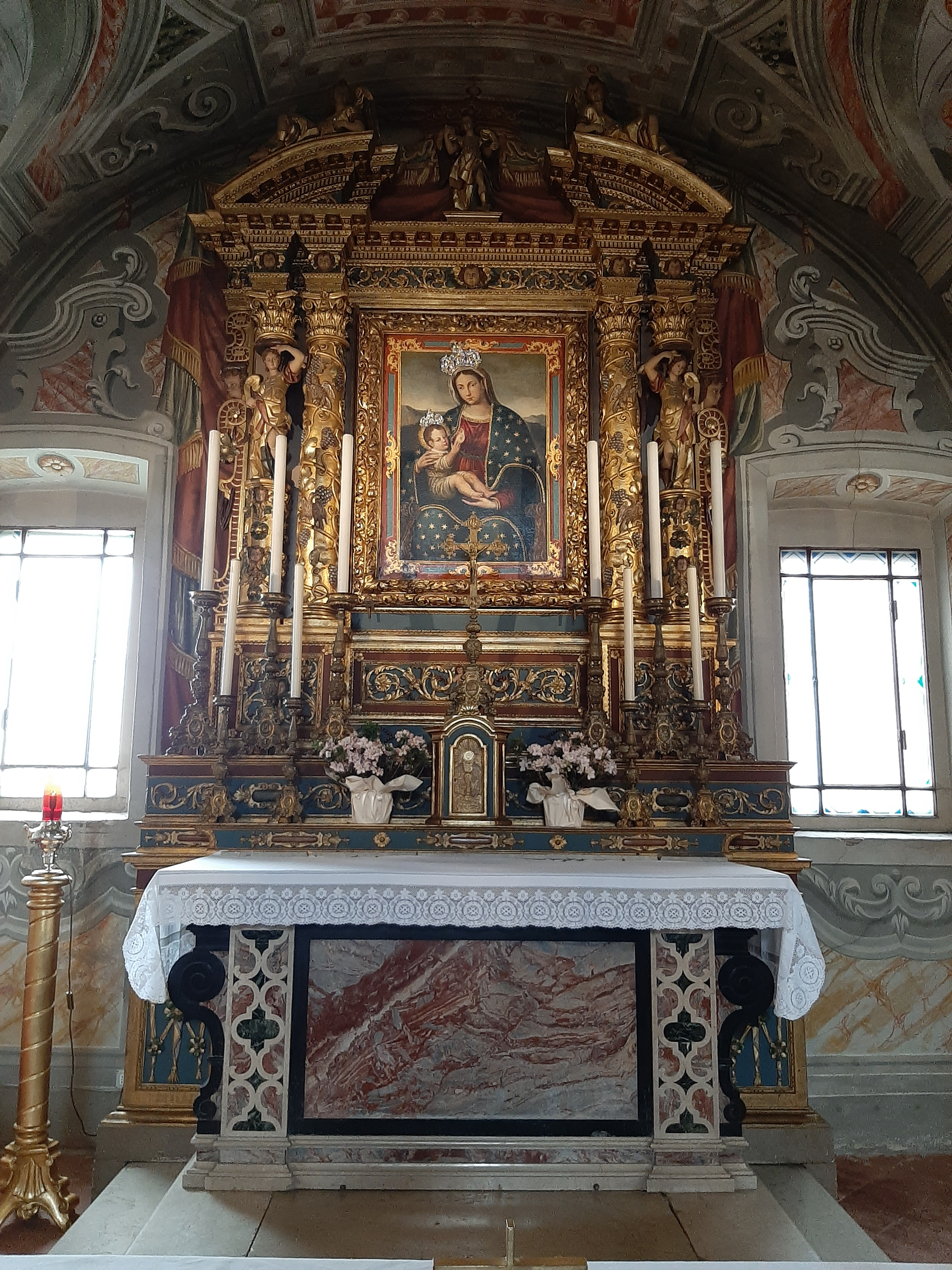
Altare con la Madonna del Latte all'interno della chiesa Madonna del Castello

### Architetture civili
- Palazzo Sandrinelli o Palazzo Coradelli: l'attuale palazzo comunale è situato nel palazzo Sandrinelli, acquisito dalla famiglia Sandrinelli nel 1959.[7]
- Palazzo Oldofredi (ex Palazzo Baitelli), ex municipio fino al 1963, ora sede delle scuole medie[7]
- Casa Albergo, ex Casa di Riposo, fondata dai fratelli Zini (1954)[4]
- Casa Guaineri (ex casa Ceruti Martinengo o casa Martinengo Villagana)[4]
- Palazzo Zini-Contessi (ex Palazzo Federici-Baitelli)[4]
- Palazzo Zini-Falconi (ex palazzo Stella-Averoldi)[4]
- Casa Moniga (ex casa Patuzzi)[4]
- Casa Guerini (ex casa Albrici-Ganassoni)[4]

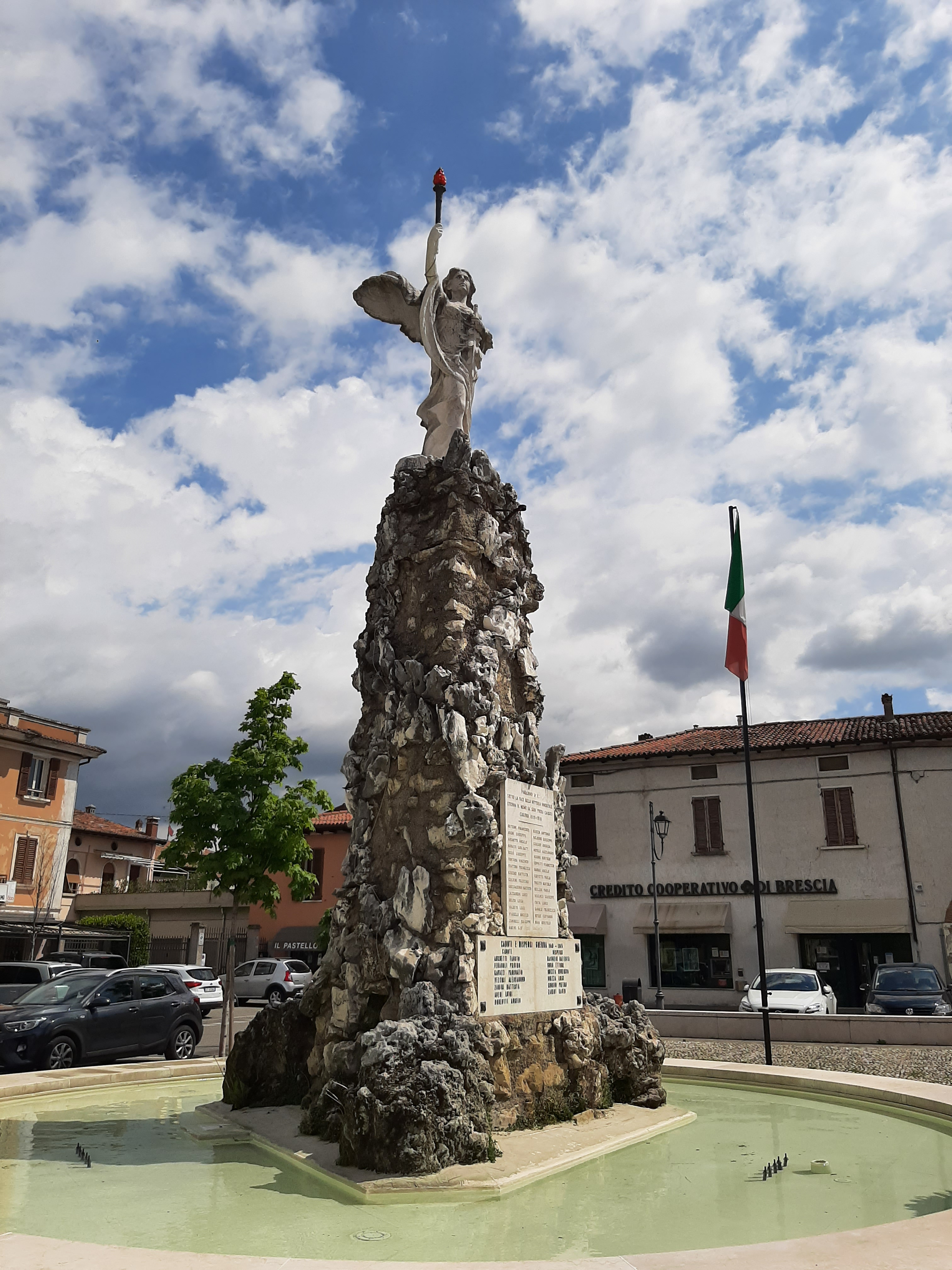
Fontana di Giona
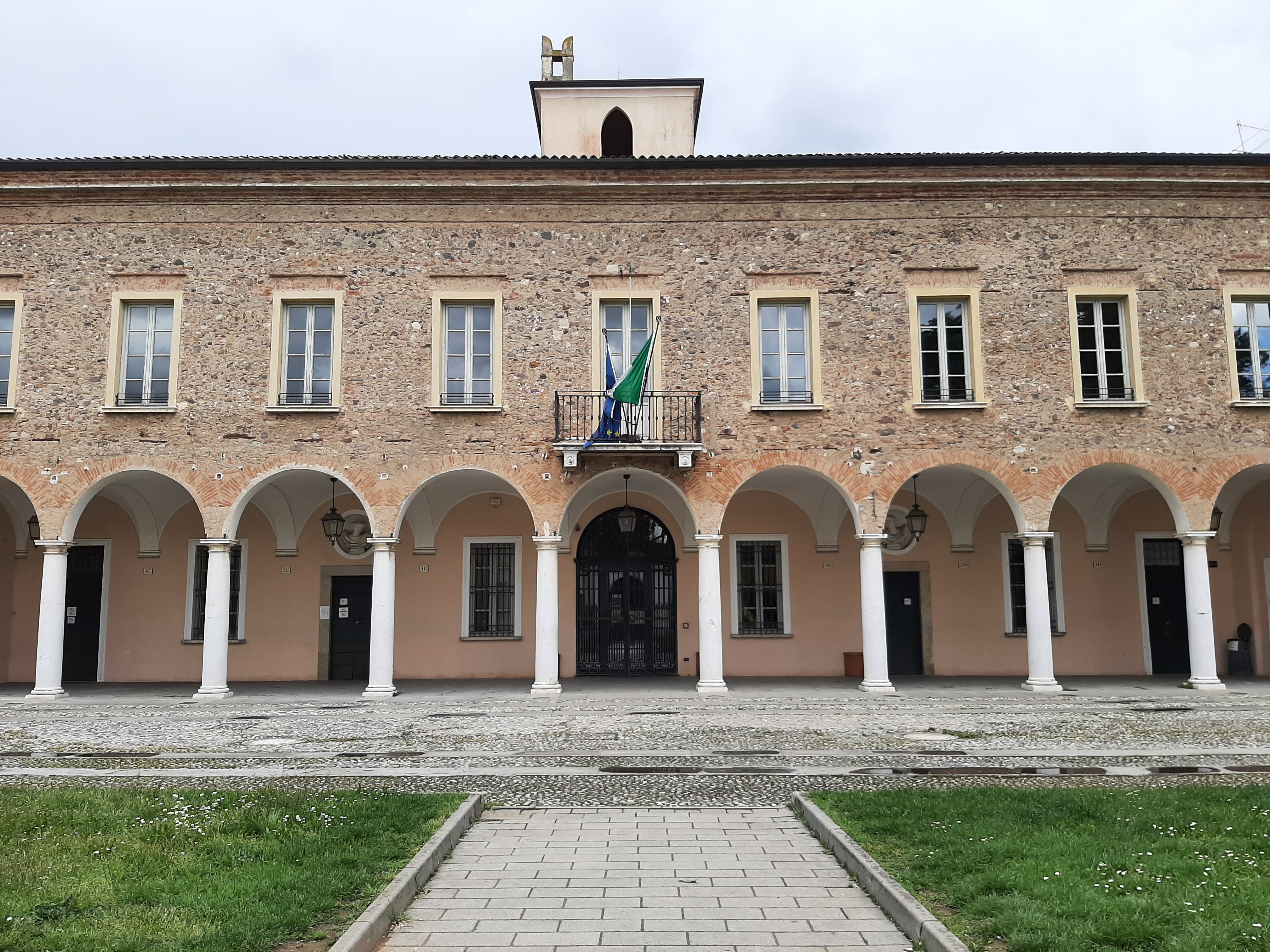
Facciata del Palazzo Baitelli Oldofredi, sede della scuola media di Paderno Franciacorta
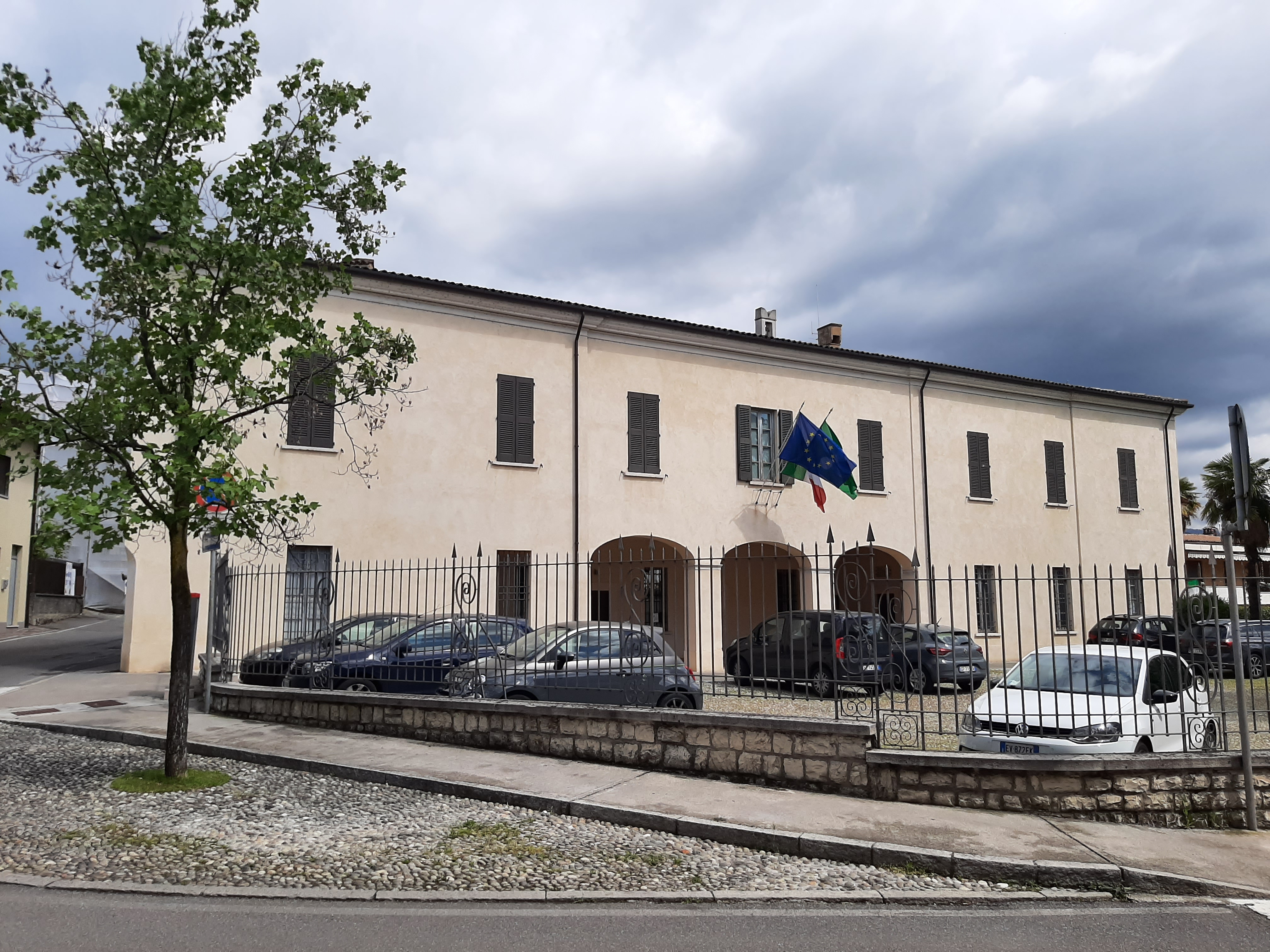
Palazzo Sandrinelli, sede del municipio di Paderno Franciacorta

### Architetture militari
Il castello medievale di Paderno, anche chiamato Castello Oldofredi, fu costruito a partire da un preesistente ricetto intorno alla metà del X secolo, per difendere le persone e bestiame dagli attacchi degli ungari. Subì pesanti modifiche nel XX secolo.

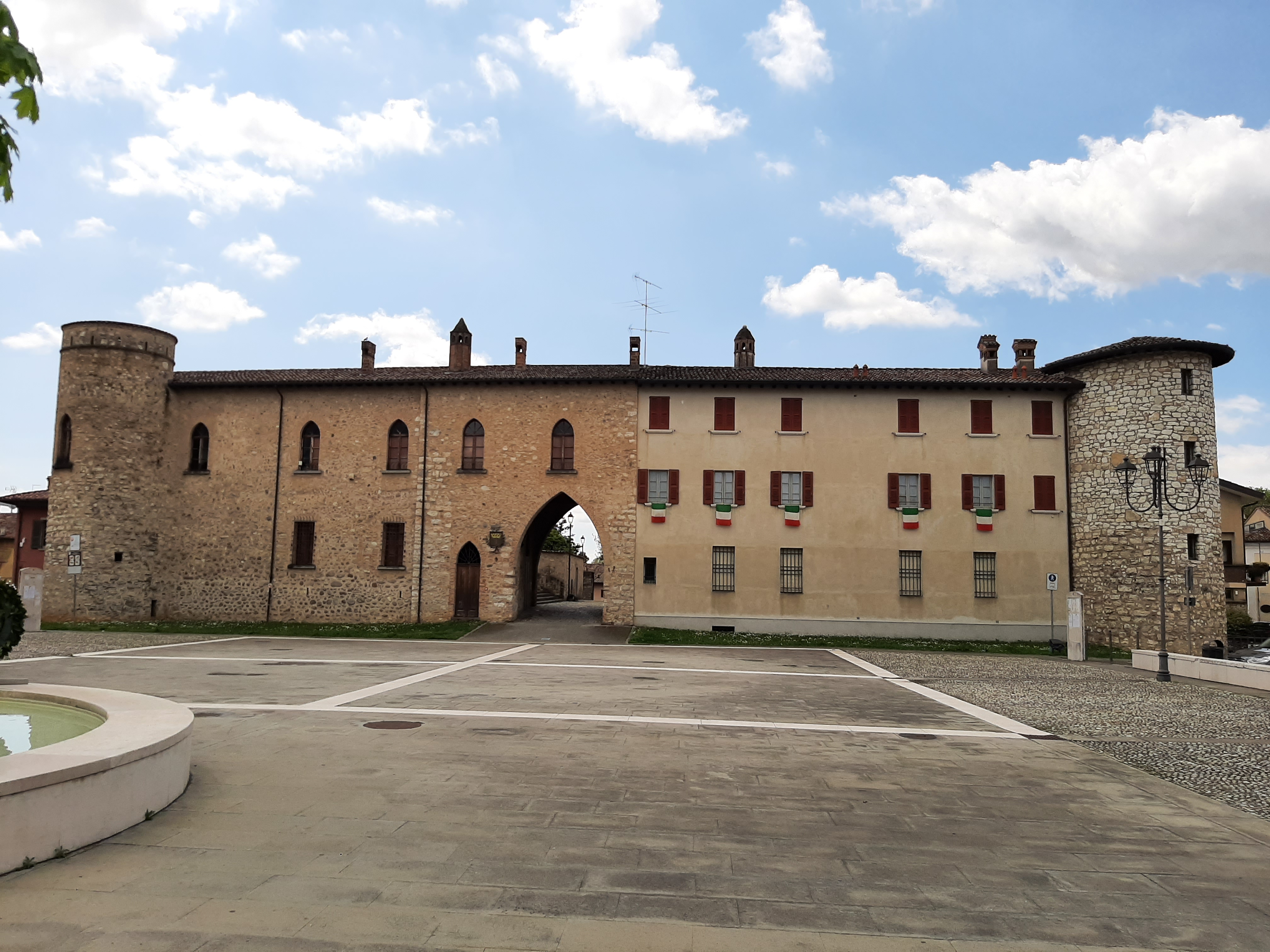
Castello Oldofredi

## Società

### Evoluzione demografica
Abitanti censiti

## Geografia antropica

### Frazioni e località
Secondo lo statuto comunale, non sono presenti frazioni

## Economia
Tradizionalmente, l'economia di Paderno Franciacorta si è basata sull'agricoltura, con l'allevamento del bestiame e la coltivazione della vite, dei cereali e dei foraggi.
Anticamente nella zona meridionale del paese erano presenti cave di sabbia. Molte di queste cave sono state successivamente riempite d'acqua.
Nel XVII e XVIII secolo a Paderno si è sviluppata la pratica della coltivazione dei bachi da seta. Il settore tessile continuò a svilupparsi anche nel XIX secolo con l'apertura di filande, tra cui la filanda Francesconi, la filanda Mensi e la filanda Delbono. Quest'ultima fu venduta nel 1911 per essere trasformata in un calzificio.
Nel 1973 il 70% degli abitanti di Paderno era occupato nelle industrie dello stesso comune, che includevano un cotonificio, cinque calzifici e un'industria per la costruzione di macchine tessili.
A partire dagli anni Cinquanta, durante i quali si manifestò una crisi del settore tessile nel bresciano, il numero di occupati del settore tessile a Paderno diminuì. Nel 1979 una delle antiche filande viene convertita in azienda agricola, chiamata "Mirabella".
Nel 1991 la maggior parte degli occupati a Paderno era impegnata nel settore metalmeccanico (311 occupati); a seguire il settore tessile e delle confezioni (272 occupati), il settore del commercio (91 occupati) e quello dell'edilizia (87 occupati).

## Infrastrutture e trasporti

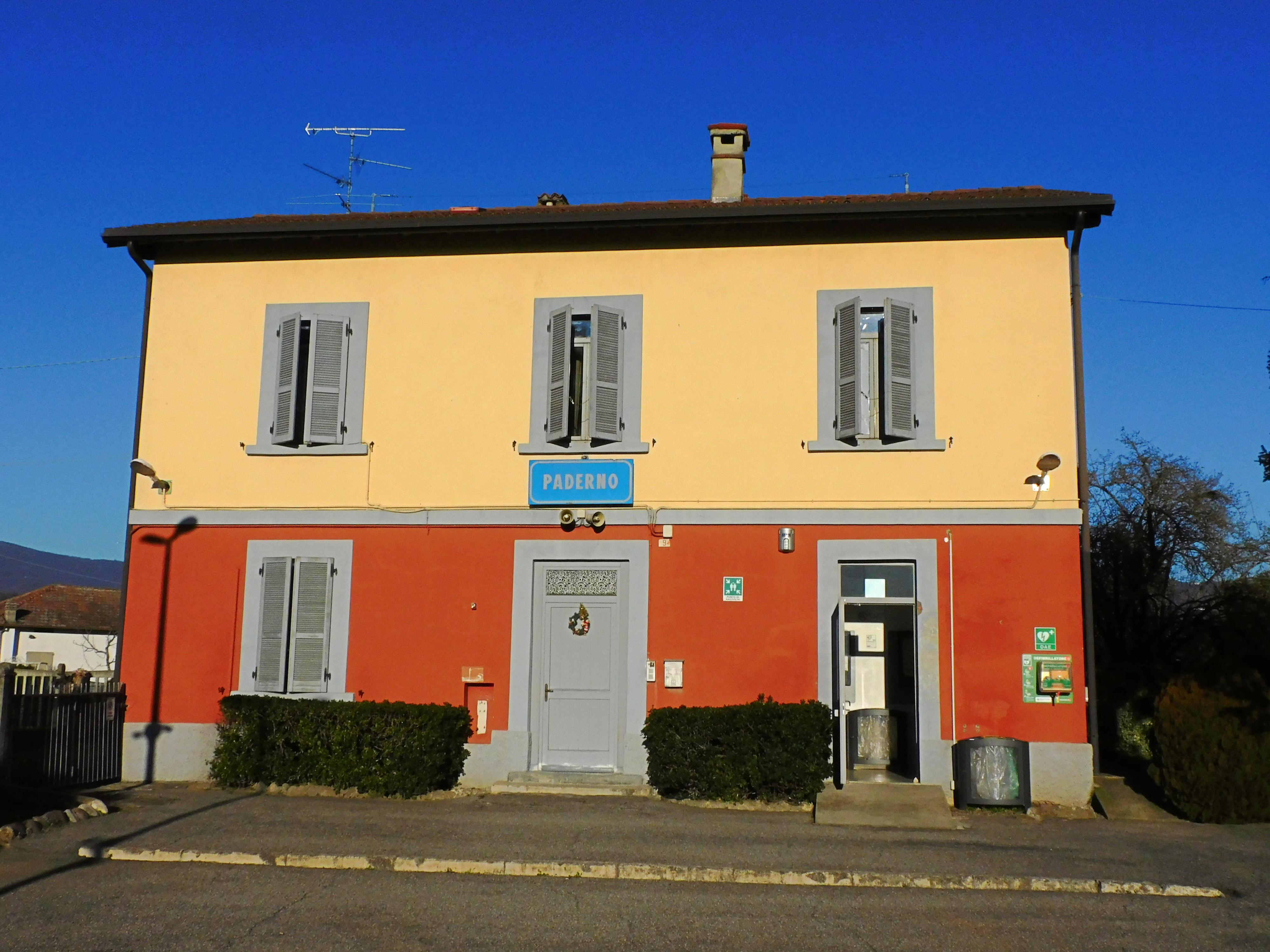
Il fabbricato viaggiatori della fermata

Il territorio comunale è attraversato dalla strada provinciale 19 Ospitaletto-Concesio la quale è raccordata alla strada provinciale SPBS510 che transita nel vicino territorio di Rodengo Saiano.
Paderno Franciacorta è anche attraversata dalla ferrovia Brescia-Iseo-Edolo ed è servita dalla fermata di Paderno Franciacorta.

## Amministrazione
| Periodo | Periodo   | Primo cittadino     | Partito         | Carica  | Note          |
| ------- | --------- | ------------------- | --------------- | ------- | ------------- |
| 1945    | 1946      | Giuseppe Delbono    |                 | Sindaco |               |
| 1946    | 1951      | Ferdinando Moniga   |                 | Sindaco |               |
| 1951    | 1953      | Paolo Spada         |                 | Sindaco |               |
| 1953    | 1956      | Vittorio Faita      |                 | Sindaco |               |
| 1956    | 1965      | Enrico Crippa       |                 | Sindaco |               |
| 1965    | 1970      | Gianluigi Moniga    |                 | Sindaco |               |
| 1970    | 1976      | Giacomo Cavalli     |                 | Sindaco |               |
| 1976    | 1987      | Battista Vivenzi    | DC              | Sindaco |               |
| 1987    | 2004      | Alessandro Ghidetti | Centro          | Sindaco |               |
| 2004    | 2014      | Antonio Vivenzi     | Centro-sinistra | Sindaco | [ 15 ] [ 16 ] |
| 2014    | 2024      | Silvia Gares        | Lista civica    | Sindaco |               |
| 2024    | in carica | Nicola Vianelli     | Lista civica    | Sindaco |               |